# Ильчук, Николай Семёнович
Николай Семёнович Ильчук (10 июня 1941, Шадринск, Челябинская область — 20 октября 2004, Одесса) — советский кинооператор. Режиссёр и сценарист документального фильма «Ленин в Выборге». Заслуженный деятель искусств Украины (1999).

## Биография
Николай Семёнович Ильчук родился 10 июня 1941 года в городе Шадринске Челябинской области, ныне город областного подчинения Курганской области.
В 1965 году окончил операторский факультет Всесоюзный государственный институт кинематографии.
С 1970 года работал оператором Одесской киностудии художественных фильмов.
Член Союза кинематографистов СССР, а после распада СССР — Национального союза кинематографистов Украины.

## Фильмография
| Год       |   | Название                                  | Примечание           |
| --------- | - | ----------------------------------------- | -------------------- |
| 1963      | ф | Аптекарша (короткометражный)              | Оператор             |
| 1965      | ф | Девчонка с буксира (короткометражный)     | Оператор             |
| 1968      | ф | Золотые часы                              | Оператор             |
| 1972      | ф | Всадники                                  | Оператор             |
| 1973      | ф | Причал                                    | Оператор             |
| 1974      | ф | Ответная мера                             | Оператор             |
| 1975      | ф | Порт                                      | Оператор             |
| 1976      | ф | Выше только облака                        | Оператор             |
| 1978      | ф | Квартет Гварнери                          | Оператор             |
| 1978      | ф | Огонь в глубине дерева (короткометражный) | Оператор             |
| 1980      | ф | Только в мюзик-холле                      | Оператор             |
| 1983      | ф | Я, сын трудового народа                   | Оператор             |
| 1984      | ф | На миг оглянуться…                        | Оператор             |
| 1986—1987 | с | Секретный фарватер                        | Оператор             |
| 1987      | ф | Ленин в Выборге (документальный)          | Сценарист и режиссёр |
| 1990      | ф | Дезертир                                  | Оператор             |
| 1991      | ф | Не улетай, землянин! (короткометражный)   | Оператор             |
| 1991      | ф | Ночь грешников                            | Оператор             |

## Награды и звания
- Заслуженный деятель искусств Украины, 1999